# Paul Zerling
Paul Gustav Zerling (ur. 7 kwietnia 1890 w Svartsjö, zm. 16 maja 1972 w Sztokholmie) – szwedzki lekkoatleta specjalizujący się w biegach sprinterskich, uczestnik igrzysk olimpijskich.
W 1912 roku Zerling reprezentował Szwecję na V Letnich Igrzyskach Olimpijskich w Sztokholmie, startując w dwóch dyscyplinach. Na dystansie 400 metrów Szwed pobiegł w czwartym biegu eliminacyjnym. Wygrywając go, z czasem 55,4 sekundy, awansował do fazy półfinałowej. Odpadł z dalszej rywalizacji zajmując w piątym biegu półfinałowym miejsca 2-5. W sztafecie 4 × 400 metrów Zerling biegł na pierwszej zmianie. Ekipa szwedzka odpadła w eliminacjach, uzyskując czas 3:25,0.
Reprezentował barwy klubu AIK Fotboll.
Rekordy życiowe:
- bieg na 400 metrów – 52,0 (1912)